# Ga Incheon Nonhyeon
Ga Incheon Nonhyeon là ga đường sắt ở Namdong-gu, Incheon. Nó mở cửa vào 30 tháng 6 năm 2012.

## Bố trí ga
| ↑ Soraepogu     |
| ４３ \| ２１ \| |
| Hogupo ↓        |

| １ | ●Tuyến Suin–Bundang | → Được sử dụng cho Tuyến Gyeonggang |
| ２ | ●Tuyến Suin–Bundang | → Hướng đi Incheon →                |
| ３ | ●Tuyến Suin–Bundang | ← Hướng đi Cheongnyangni            |
| ４ | ●Tuyến Suin–Bundang | → Được sử dụng cho Tuyến Gyeonggang |